# Chico Mozart
Francisco Adjafre de Sousa Neto (Simplício Mendes 29 de fevereiro de 1980), mais conhecido como Chico Mozart, é um político brasileiro filiado ao Cidadania.
Em outubro de 2018, foi reeleito deputado estadual pelo Partido Republicano Progressista (PRP) para a 8ª legislatura (2019-2023) da Assembleia Legislativa de Roraima. Em agosto de 2019 foi a Brasília e se filiou ao Cidadania. Em outubro de 2019, seu mandato foi cassado pelo uso de candidaturas femininas laranjas na chapa eleitoral com o PSL em 2018. As disputas judiciais seguiram no ano seguinte com o parlamentar mantendo-se no cargo até hoje.
Na Assembleia, Chico Mozart é o deputado com mais cargos comissionados (CCs) vinculados ao seu gabinete (44 no total). Em janeiro de 2021, ao contrário da deputada Lenir Rodrigues do seu partido, ele votou favorável ao projeto do governador Antonio Denarium de liberação de garimpo em Roraima sem realizar estudos prévios e sem especificar em quais terras.